# Música colombiana
La música colombiana moderna és una mescla d'influències africanes, natives i europees (especialment espanyoles), a més de les influències de formes musicals més noves, com la música de Cuba i Jamaica. A la Cúmbia, se l'anomena la música nacional de colòmbia.
- Cúmbia
- Bambuco
- Mapalé
- Vallenato
- Sanjuanero (santjoaner)
- Guabina
- Pasillo (passadís)
- Rajaleña
- Rumba criolla
- Guasca
- Carranguera
- Murga nortesantanderana
- Shirú